# Faith Cherotich
Faith Cherotich, née le 13 juillet 2004, est une athlète kényane spécialiste du 3 000 mètres steeple.

## Biographie
Médaillée de bronze lors des championnats du monde juniors 2021, elle remporte le titre mondial junior lors de l'édition suivante en 2022 à Cali.
En 2023 elle finit 3e des championnats du monde.
En fin d'année elle est nommée Étoile montante de l'année par World Athletics.
Aux Jeux olympiques de Paris elle termine à nouveau 3e.

## Palmarès
| Date | Compétition                   | Lieu             | Résultat | Épreuve         | Temps         |
| ---- | ----------------------------- | ---------------- | -------- | --------------- | ------------- |
| 2021 | Championnats du monde juniors | Nairobi          | 3e       | 3 000 m steeple | 9 min 44 s 76 |
| 2022 | Championnats du monde juniors | Cali             | 1re      | 3 000 m steeple | 9 min 16 s 14 |
| 2023 | Championnats du monde         | Budapest         | 3e       | 3 000 m steeple | 8 min 56 s 08 |
| 2023 | Ligue de diamant              | Ligue de diamant | 3e       | 3 000 m steeple | 9 min 0 s 69  |
| 2024 | Jeux olympiques               | Paris            | 3e       | 3 000 m steeple | 8 min 55 s 15 |

## Records
| Épreuve              | Temps         | Lieu  | Date        |
| -------------------- | ------------- | ----- | ----------- |
| 3 000 mètres steeple | 8 min 55 s 15 | Paris | 6 août 2024 |